# Împănatul boului
Împănatul boului este o sărbătoare care are loc în fiecare an în ziua de Rusalii, în câteva sate de pe malul Someșului.

## Tradiție
Potrivit tradiției, după slujba religioasă, sătenii „împănează” un bou, adică îl împodobesc cu panglici multicolore și flori, iar mai apoi animalul este purtat de flăcăi de-a lungul satului, până în vârful unui deal, însoțit de fete de măritat și călăreți, toți îmbrăcați în costume populare.
Pentru ca anul să fie bogat în recolte, localnicii vor arunca găleți cu apă înspre alaiul de sărbătoare.
Boul va fi lăsat, apoi, să coboare singur la vale, iar tradiția spune că fata care va reuși să pună prima mâna pe coarnele boului va fi cea dintâi care se va mărita în acest an.